# Hrabstwo Lucas (Iowa)

Piramida wieku hrabstwa

Hrabstwo Lucas – hrabstwo położone w USA w stanie Iowa z siedzibą w mieście Chariton. Założone w 1846 roku.

## Miasta i miejscowości
- Chariton
- Derby
- Lucas
- Russell
- Williamson

## Drogi główne
- U.S. Highway 34
- U.S. Highway 65
- Iowa Highway 14

## Sąsiednie hrabstwa
- Hrabstwo Warren
- Hrabstwo Marion
- Hrabstwo Monroe
- Hrabstwo Wayne
- Hrabstwo Clarke